# Saalfelder Höhenweg

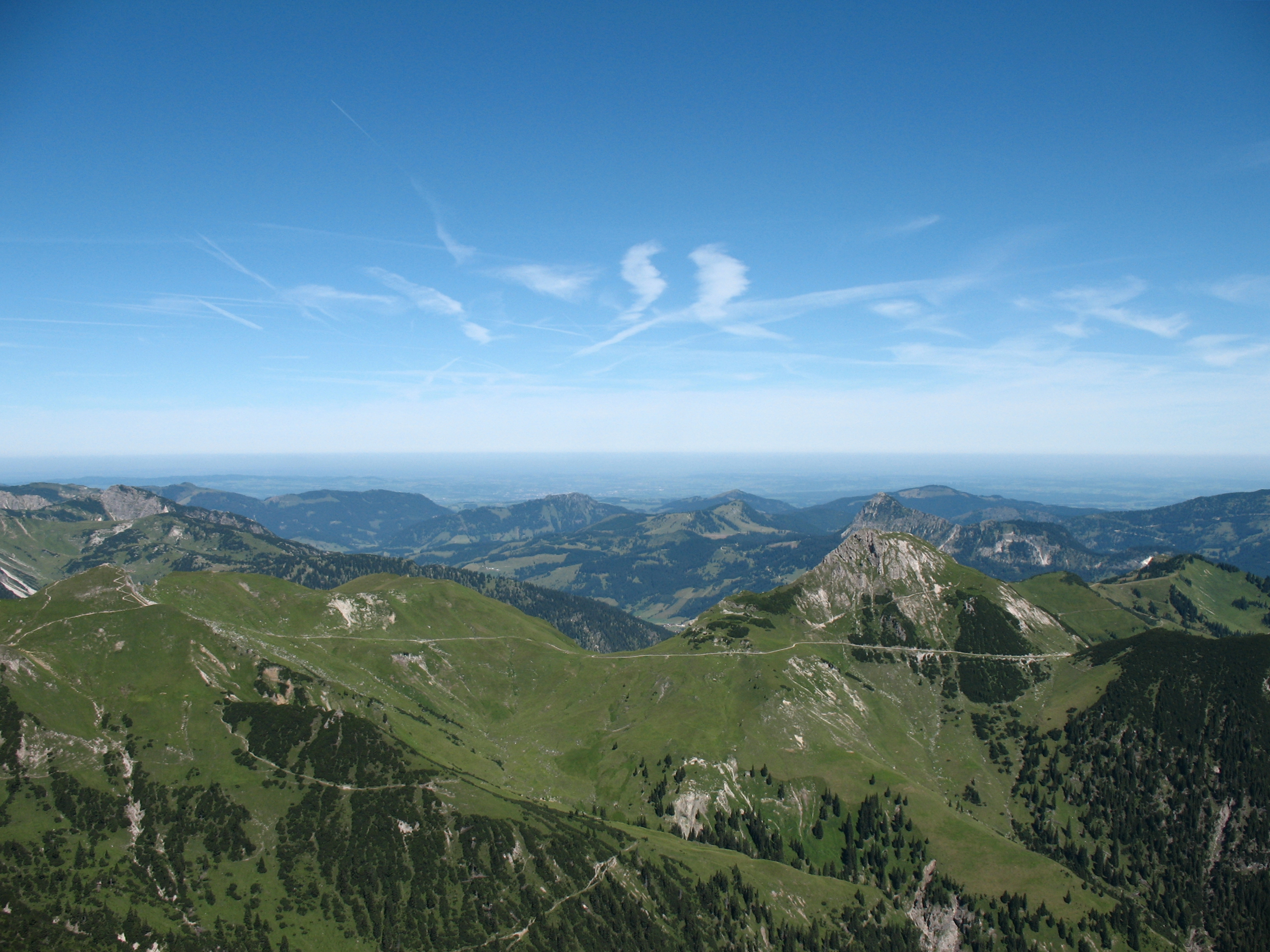
Schochenspitze Sulzspitze

Der Saalfelder Höhenweg ist ein Wanderweg im Tannheimer Tal in den Allgäuer Alpen in Tirol. Benannt ist er nach der Stadt Saalfeld in Thüringen.
Der Weg mit der Nr. 421 verläuft in der Gruppe der Vilsalpseeberge entlang der Bergkette, die das Vilsalptal im Nordwesten vom Birkental im Südosten trennt.
Er beginnt im Ort Haldensee (Gemeinde Grän) und verläuft zunächst auf dem Forstweg ins Strindental und vorbei an der Edenbachalpe (1405 m) zur Oberen Strindenalpe (1682 m). Danach wird die Strindenscharte (1870 m) erreicht und es geht weiter zur Gappenfeldscharte (1860 m), wobei ein Abstecher zur Sulzspitze (2084 m) und Schochenspitze (2069 m) unternommen werden kann. Danach verläuft der Höhenweg vorbei am kleinen See „Lache“ zur Landsberger Hütte (1810 m). Von hier führt der Wanderweg zwischen der Roten Spitze (2130 m) und der Steinkarspitze (2067 m) zum Kastenjoch (1875 m), an der Südflanke der Kälbelespitze (2135 m) vorbei und endet schließlich an der Lahnerscharte (1988 m), wo der Jubiläumsweg erreicht wird.
Eine Variante des Weges beginnt bei der Gipfelstation der Neunerköpflebahn am Neunerköpfle (1862 m) oberhalb von Tannheim und führt über den Weg Nr. 31 zur Strindenscharte.
Errichtet wurde der Saalfelder Weg durch die damalige Sektion Thüringen-Saalfeld des DuÖAV und am 16. August 1909 eröffnet. Seit 1926 wird er von der Sektion Landsberg am Lech sowie (in kleinen Abschnitten) von den Sektionen Dillingen und Allgäu-Immenstadt betreut.
Anmerkung: In den Berchtesgadener Alpen gibt es den Saalfeldener Höhenweg, er verläuft von der Peter-Wiechenthaler-Hütte über das Persailhorn, Mitterhorn und Breithorn zum Riemannhaus.

## Bilder vom Saalfelder Höhenweg

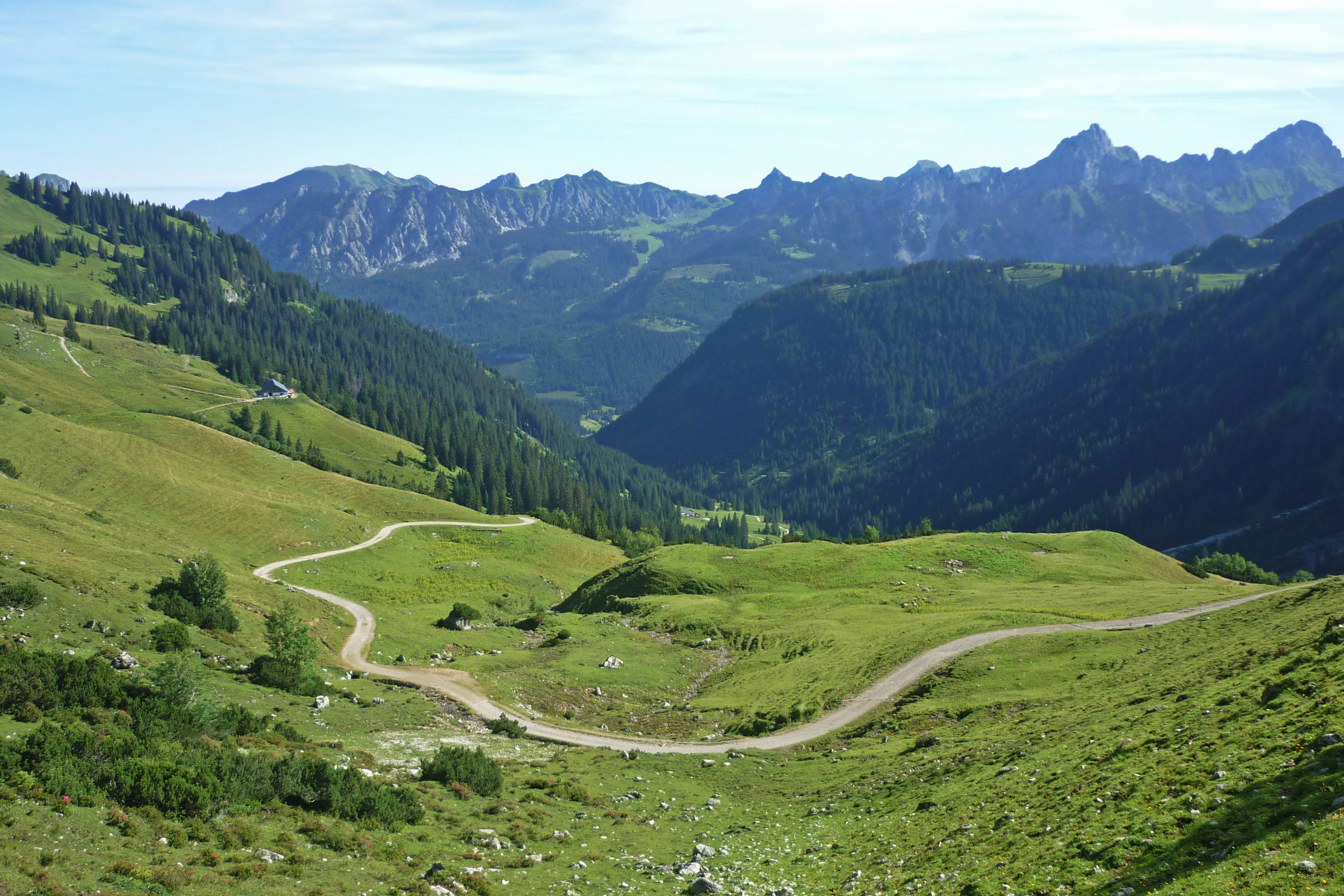
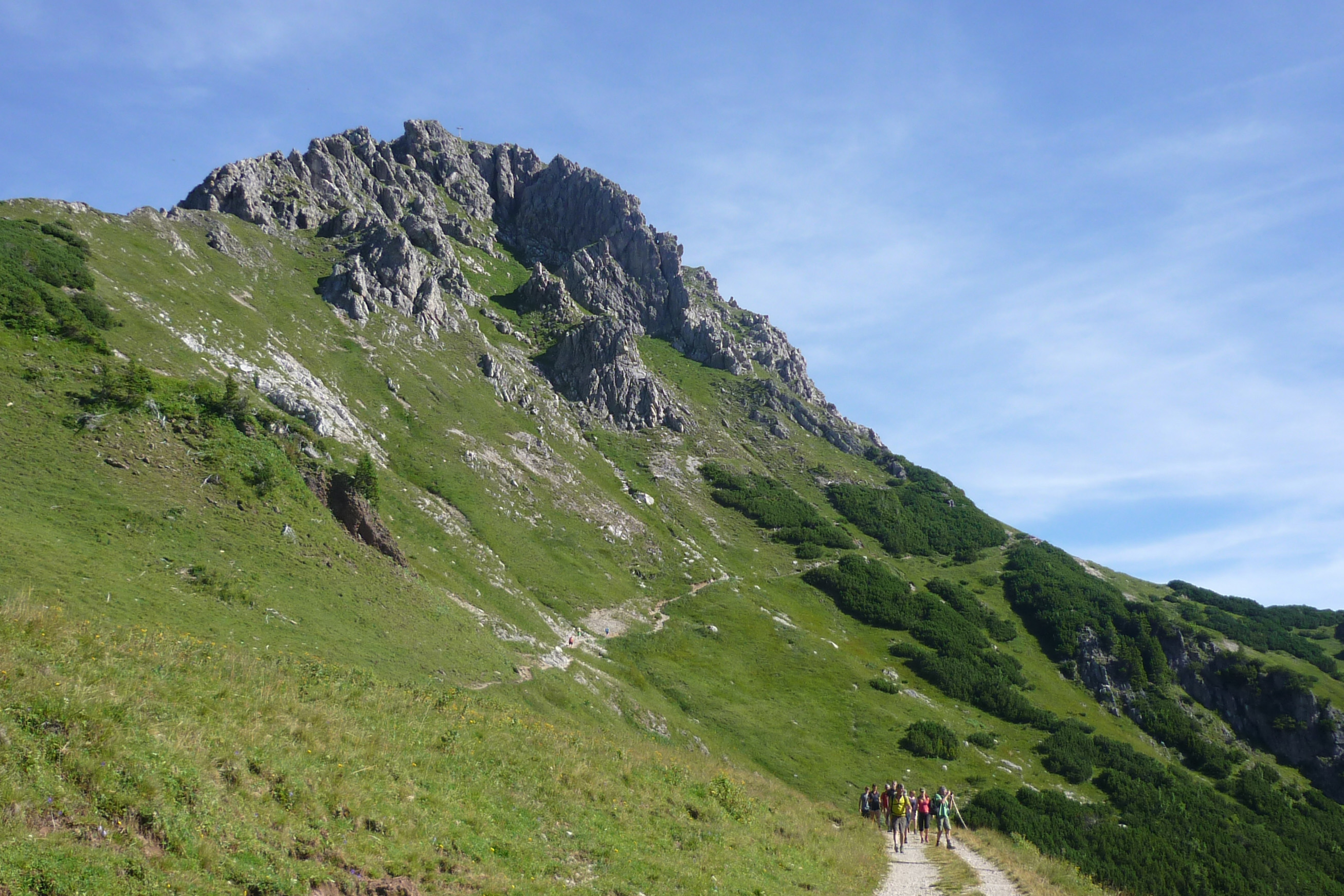
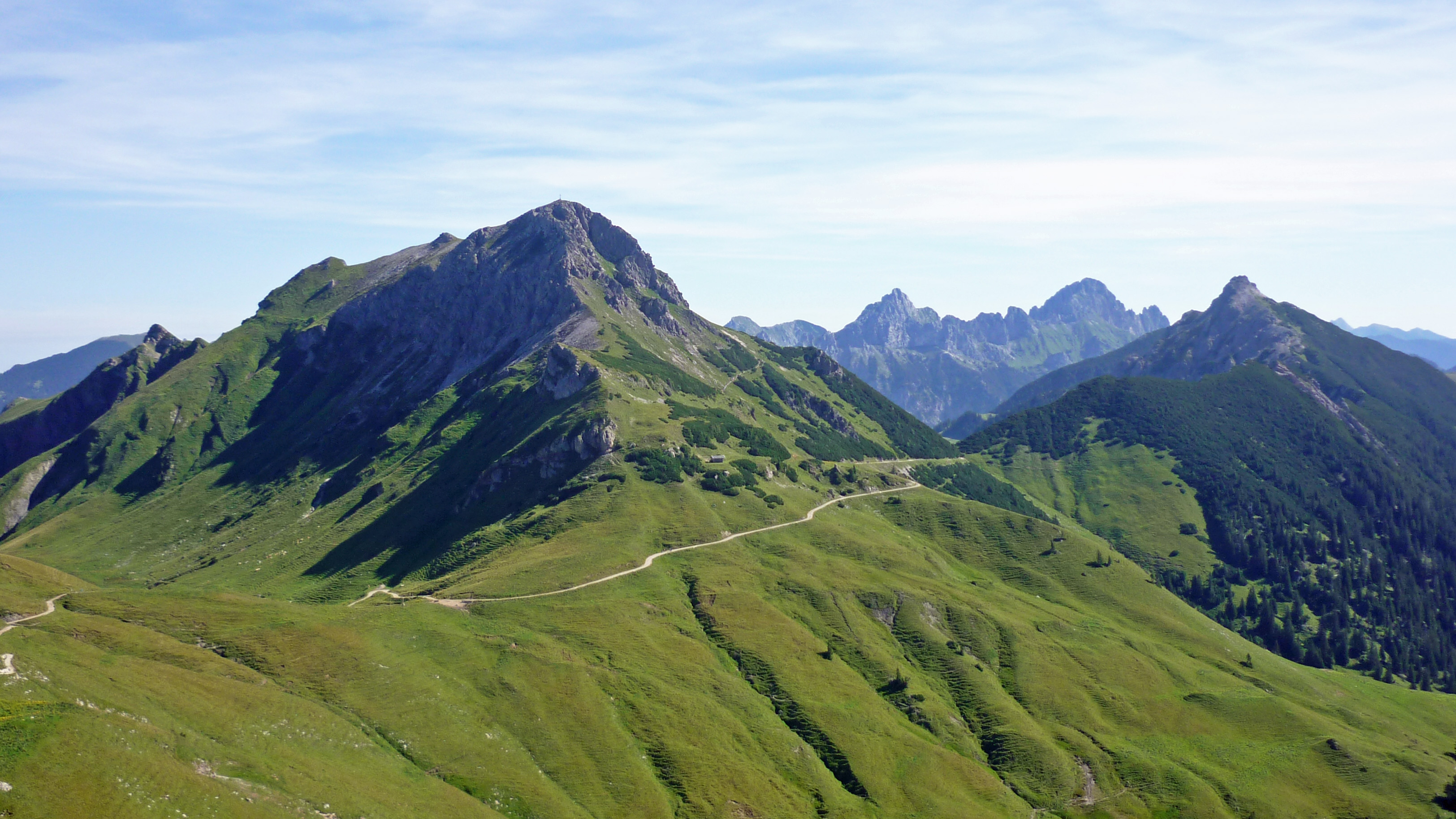
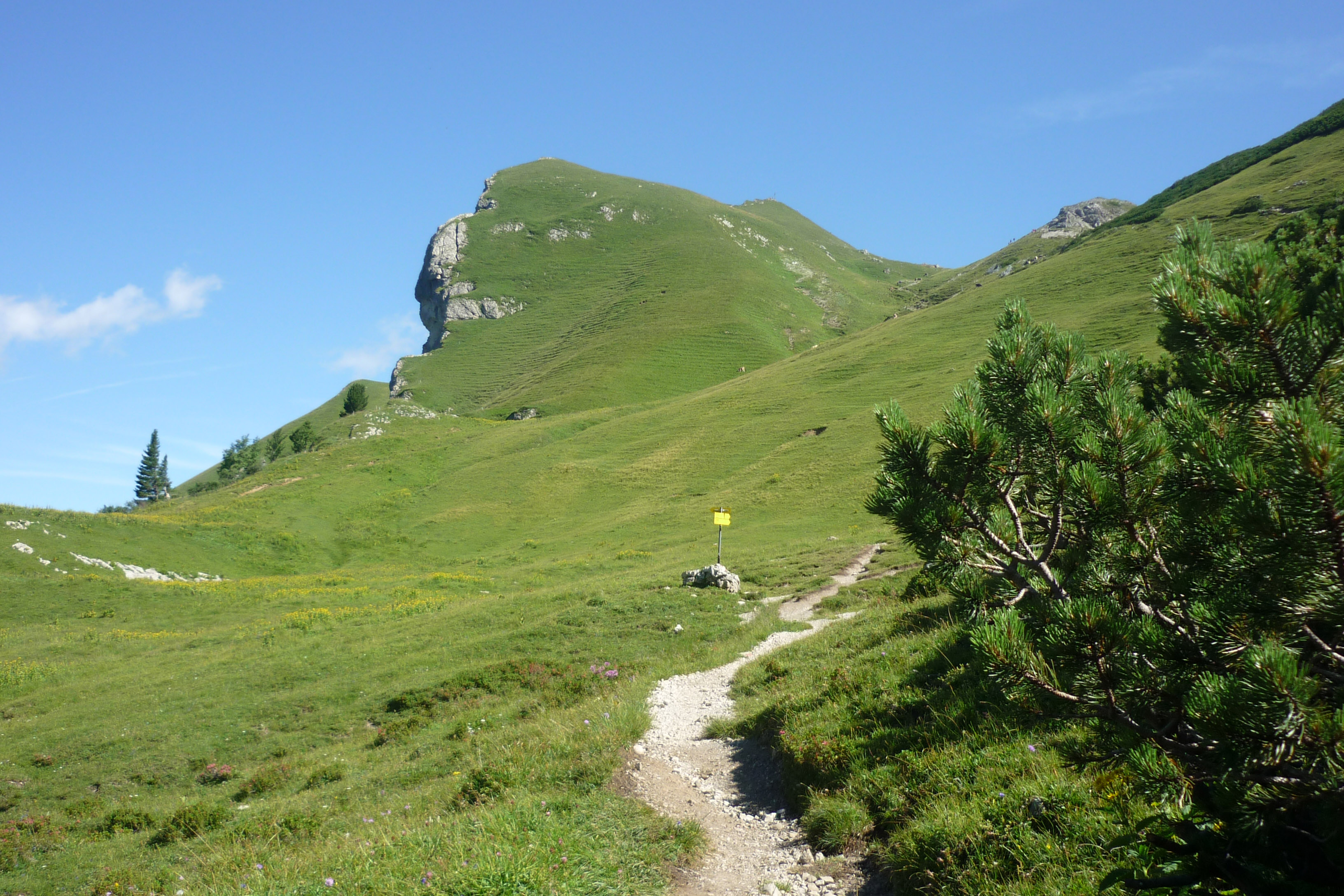
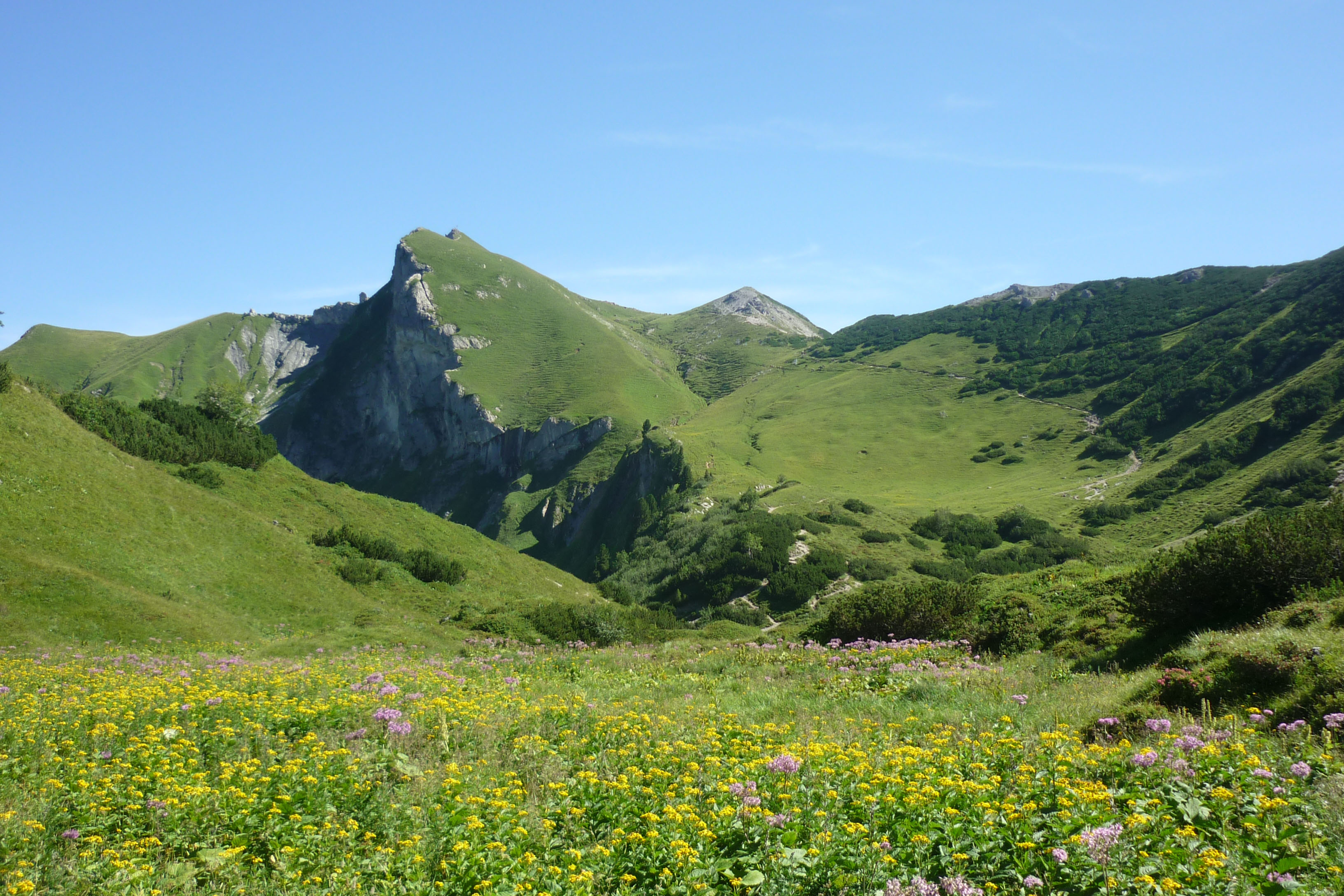
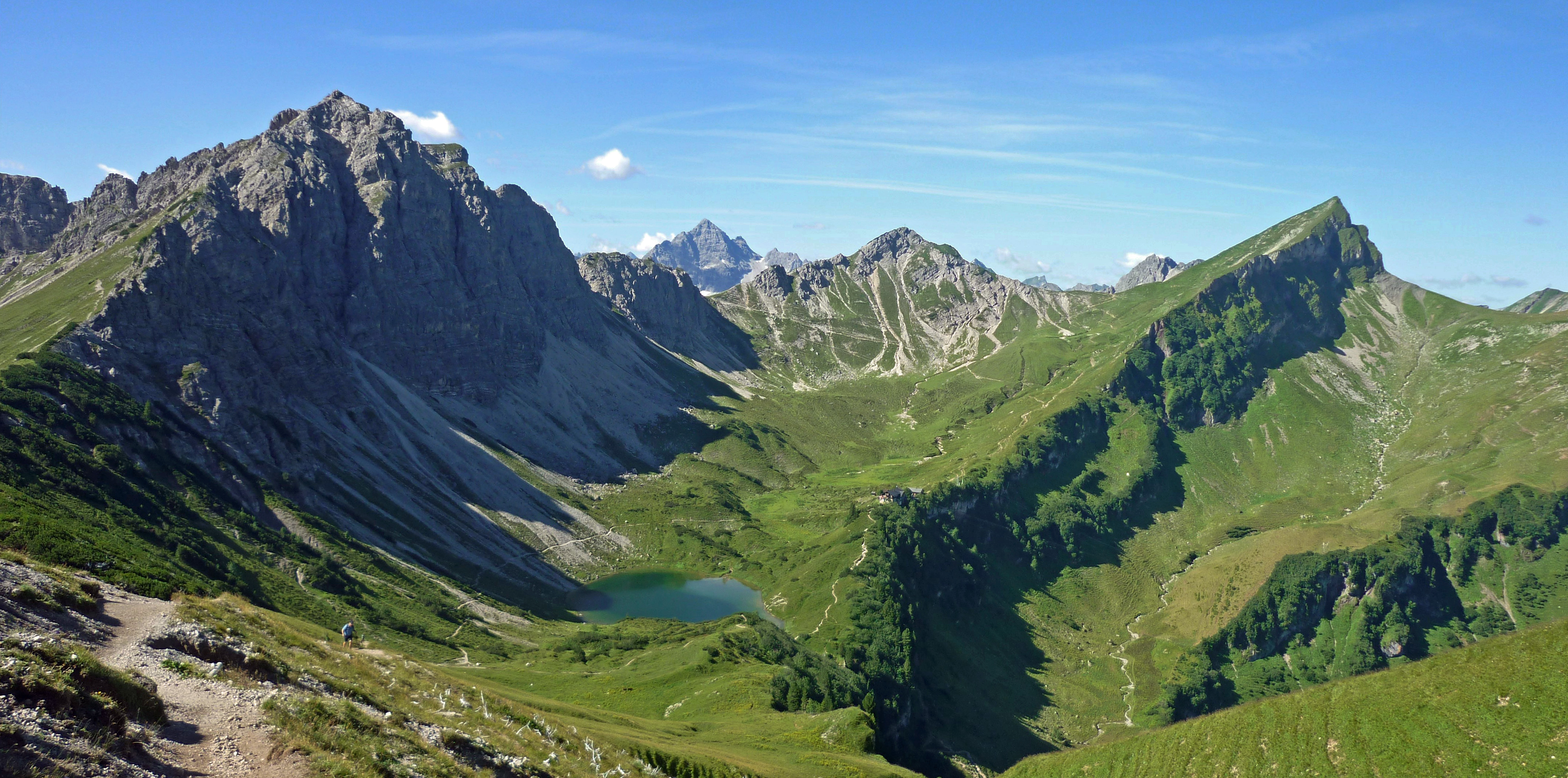